# 농민공화국
농민공화국(독일어: Bauernrepublik)은 중세 유럽, 특히 그 중에서도 신성로마제국에서 귀족 공후나 교권제후의 권력이 미약하거나 존재하지 않아서 현지 농민들이 고도의 자치권을 누린 농촌공동체를 가리키는 말이다.  “공화국”이라고 부르기는 하지만 공적인 국가로서의 기구가 반드시 있는 것은 아니었다. 개중에는 있는 곳들도 있었지만, 일반적으로는 단순히 귀족의 권력이 부재하다는 것을 공화국이라고 일컬은 것이다.  일반적으로 농민공화국은 외떨어진 오지, 소출이 너무 가난해서 외부의 권력이 굳이 탐낼 필요를 느끼지 못한 곳(소택지, 깊숙한 산골짜기 등)에 만들어졌다.

## 같이 보기
- 디트마르셴
- 아이슬란드 자유국
- 자치도시
- 스위스 서약동맹